# Eagle Pass
Eagle Pass és una població dels Estats Units a l'estat de Texas. Segons el cens del 2000 tenia 22.413 habitants.

## Demografia
Segons el cens del 2000, Eagle Pass tenia 22.413 habitants, 6.925 habitatges, i 5.588 famílies. La densitat de població era de 1.169,4 habitants per km².
Dels 6.925 habitatges en un 43,5% hi vivien nens de menys de 18 anys, en un 59% hi vivien parelles casades, en un 18,3% dones solteres, i en un 19,3% no eren unitats familiars. En el 17,7% dels habitatges hi vivien persones soles el 9,5% de les quals corresponia a persones de 65 anys o més que vivien soles. El nombre mitjà de persones vivint en cada habitatge era de 3,22 i el nombre mitjà de persones que vivien en cada família era de 3,69.
Per edats la població es repartia de la següent manera: un 32,7% tenia menys de 18 anys, un 8,6% entre 18 i 24, un 25,6% entre 25 i 44, un 19,9% de 45 a 60 i un 13,1% 65 anys o més.
L'edat mediana era de 32 anys. Per cada 100 dones de 18 o més anys hi havia 81,8 homes.
La renda mediana per habitatge era de 23.623 $ i la renda mediana per família de 27.140 $. Els homes tenien una renda mediana de 26.350 $ mentre que les dones 17.346 $. La renda per capita de la població era d'11.414 $. Aproximadament el 26% de les famílies i el 29% de la població estaven per davall del llindar de pobresa.

## Poblacions més properes
El següent diagrama mostra les poblacions més properes.